# Ruggieri (Feuerwerker)
Die Familie Ruggieri ist eine Dynastie von Feuerwerkern, die seit dem 18. Jahrhundert pyrotechnische Erzeugnisse herstellt und in großen Feuerwerken zündet. Ursprünglich stammte die Familie aus Bologna, siedelte aber 1743 nach Frankreich über. Das von ihr gegründete Unternehmen wurde 1997 von der Lacroix-Gruppe übernommen, firmiert aber weiter unter der Marke Ruggieri.

## Geschichte

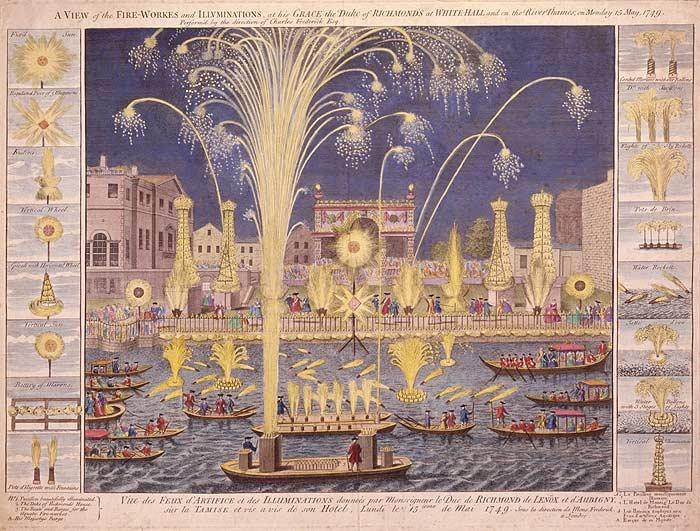
Feuerwerk von Ruggieri über der Themse am 15. Mai 1749 zu einer Feier des Aachener Friedens

Das Feuerwerk wies in Europa im Zeitalter des Barock zwei Traditionslinien auf: Die militärische Tradition nutzte Böller, Kanonenschüsse und Raketen, deutsche und russische Feuerwerker galten als führend. Die Tradition des Theaters und Spektakels setzte eher auf farbige Bilder, Standfeuerwerk und Fontänen. Hier waren italienische Feuerwerker führend, die ihr Handwerk im Rahmen der Commedia dell’arte ausübten. Eine wissenschaftliche Basis zum Verständnis der chemischen Grundlagen der Pyrotechnik existierte nicht. Während die militärischen Feuerwerker ihr Wissen teils aus Büchern und Instruktionen an Militärschulen beziehen konnten, wurde das Wissen der zivilen Feuerwerker als Berufsgeheimnis nur innerhalb der Familie weitergegeben.
Die Familie Ruggieri zählte zur zivilen Tradition des Feuerwerks, sie galt als die „wohl berühmteste Feuerwerker-Dynastie“ Europas. 1743 reisten die fünf Ruggieri-Brüder Pietro, Francesco, Antonio, Petronio und Gaetano aus ihrer Heimatstadt Bologna nach Frankreich, um die Comédie-Italienne nach Paris zu begleiten. In den dort aufgeführten Dramen sorgten sie mit ihrem Feuerwerk für Unterhaltung in den Pausen (intermezzi). Dabei setzten sie neben Standfeuerwerk auch rotierende Feuerwerkskörper ein, die durch waagerechte, vertikale und schräge Anordnung feurige Bilder zeichneten. Diese „spectacles pyriques“ lösten sich bald von der Begleitung von Theaterstücken und wurden zu einer selbständigen Attraktion mit Namen wie „Magischer Kampf, Blumengarten, Vulkanschmiede oder Feenpalast“. Die Ruggieri-Brüder blieben in Paris und wurden dort Feuerwerker am Hof von Versailles. Petronio Ruggiero wurde von Ludwig XV. zum Hoflieferanten ernannt. In der folgenden Zeit illuminierten die Ruggieris Feste an vielen Höfen Europas.
Gaetano Ruggieri ging an den königlichen Hof nach London und arbeitete dort als Feuerwerker. Anlässlich der Unterzeichnung des Friedens von Aachen sollte es ein großes Fest geben, wozu Georg Friedrich Händel die Feuerwerksmusik komponierte. Nach einer Generalprobe mit zahlenden Gästen fand die Friedensfeier samt Uraufführung von Händels Werk am 27. April 1749 im Londoner Green Park statt. Die Illuminations-Architektur stammte von Giovanni Niccolò Servandoni (Jean-Nicolas Servan), für das Feuerwerk waren Gaetano Ruggieri und Giuseppe Sarti (ebenfalls aus Bologna) verantwortlich. Für das Feuerwerk waren 10.000 Raketen und andere Pyrotechnik vorgesehen, die vom Royal Arsenal in Woolwich hergestellt wurden. Das Feuerwerk war allerdings ein Misserfolg: Regen behinderte die geplante Zündreihenfolge und ein Teil der vielen Raketen ging auf Zuschauer nieder, der für die Aufführung gebaute prachtvolle Pavillon brannte teilweise ab.
Am 30. Mai 1770 veranstaltete der französische König in Paris eine Feier anlässlich der Hochzeit seines Enkels und Thronfolgers (Dauphin, später Ludwig XVI.) mit Marie-Antoinette. Zu der Feier gab es ein Feuerwerk, veranstaltet von den Gebrüdern Ruggieri. Dabei blies der Wind einige nur teilweise abgebrannte Raketen in die dichtgedrängt stehende Menge, was eine Massenpanik verursachte. Offiziell wurden 133 Personen zu Tode getrampelt oder erdrückt bzw. ertranken in der Seine. Möglicherweise kamen bis zu 3000 Personen zu Tode, aber auch unter Annahme der offiziellen Zahl war dies das weltweit verlustreichste Unglück bei einem Feuerwerk, mehr als bei der Explosion des Puttingal-Tempels (2016). Das Guinness-Buch konstatiert einen immer noch gültigen Rekord für das schlimmste Unglück bei einem Feuerwerk, gemessen an der Zahl der Toten.
In Folge des Unglücks von 1770 verloren die Ruggieri-Brüder die königliche Gunst, somit spielten Einkünfte aus anderen Veranstaltungen eine größere Rolle. 1766 hatten die Ruggieris in Paris nahe dem heutigen Bahnhof St. Lazare einen Lustgarten eröffnet, in dem Feuerwerk gegen Eintritt gezeigt wurde. Im Herbst 1786 besuchte Thomas Jefferson – seinerzeit US-Botschafter in Paris – zusammen mit der von ihm verehrten Maria Cosway den Ruggieri-Lustgarten. Den Jardin Ruggieri schloss die Familie am 12. Juli 1789 – zwei Tage vor dem Sturm auf die Bastille. Lustgärten galten als frivoles Vergnügen des Ancien Régime. 1801 erwarb die Familie Ruggieri einen weiteren Lustgarten in Paris, den Jardin Beaujon. Diesen Lustgarten („Folie Beaujon“) betrieben die Ruggieries knapp 25 Jahre, zu den Attraktionen zählten Ballone, Streitwagen-Rennen nach antikem Vorbild, kostümierte Festumzüge und ein abendliches Feuerwerk. 1815 öffnete der Jardin Ruggieri nach langer Pause wieder. Neue Attraktion war der „Saut de Niagara“ (Sprung über den Niagarafall), eine frühe Form der Wildwasserbahn. Die Familie engagierte berühmte Luftfahrt-Pioniere wie Blanchard und Enslen, die mit ihren Ballonen in den Ruggieri-Lustgärten aufstiegen. 1789 ließen die Ruggieris auch eigene Ballone aufsteigen, von denen aus Pyrotechnik abgefeuert wurde – ein recht gefährliches Unterfangen. (Sophie Blanchard starb 1819 auf diese Art im Jardin de Tivoli in Paris.)
Claude-Fortuné Ruggieri war als Familienmitglied der zweiten Generation hauptverantwortlich für die Wiederherstellung von Ansehen und Reichtum der Familie nach dem Unglück von 1770 und der Revolution von 1789. Er wandte wissenschaftliche Methoden an und brachte erstmals „grünes Feuer“ nach einem Vorbild aus Russland nach Westeuropa. Das Motto der Ruggieri war: «Je brûle sans me brûler» („Ich brenne, ohne mich zu verbrennen“)

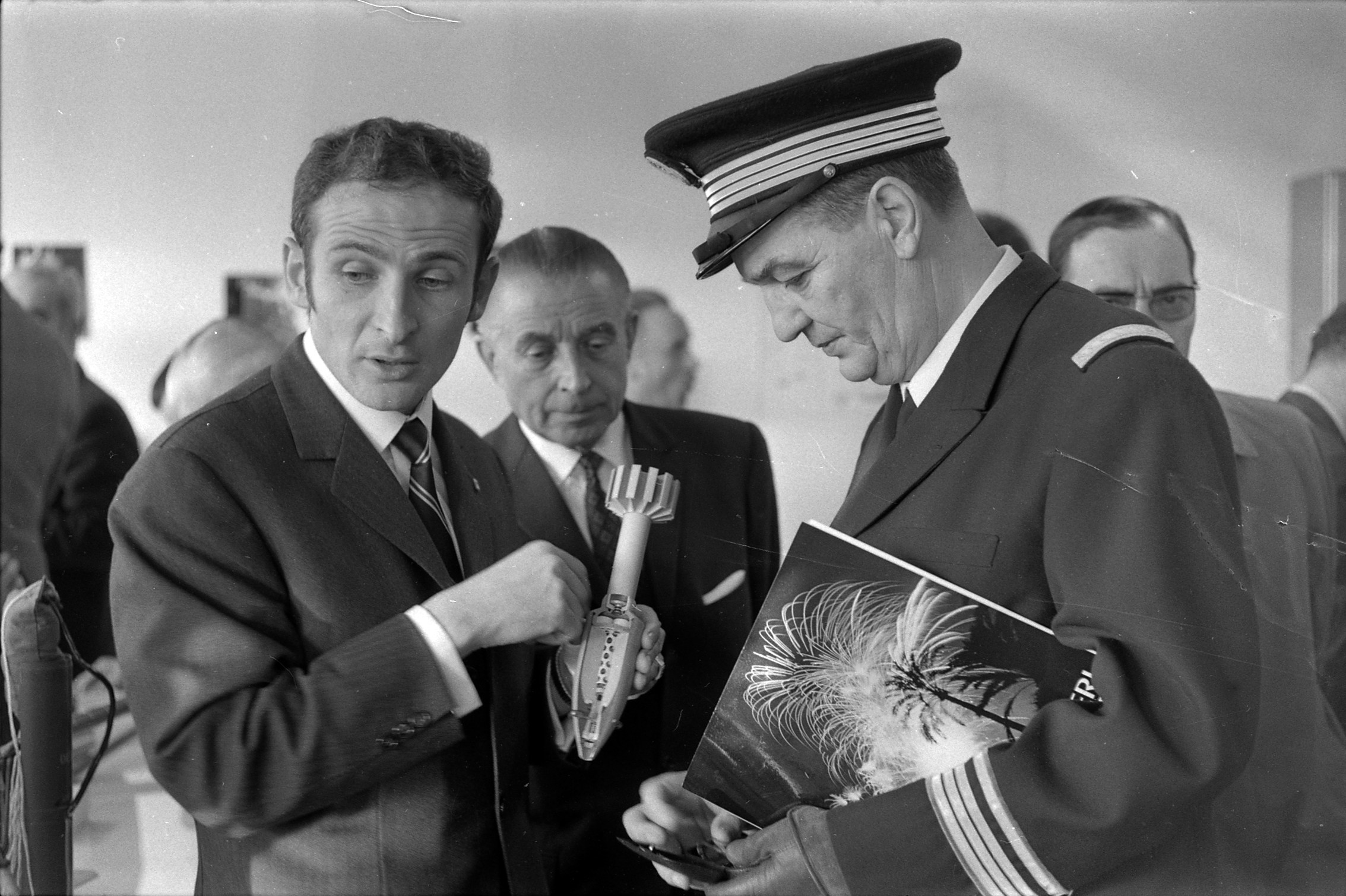
Vorstellung einer 50-mm-Mörser-Rauchgranate von Ruggieri (1969)

Während des Ersten Weltkriegs wurde Ruggieri zum Rüstungshersteller und produzierte u. a. die Le-Prieur-Rakete, eine der ersten Luft-Luft-Raketen. Diese Raketen wurden durch 200 Gramm Schwarzpulver angetrieben und sollten Zeppeline in Brand setzen. Daneben lieferte Ruggieri Rauchsignalpatronen, Signalraketen und Leuchtgranaten. 1918 kaufte Alexis Villié von M. Jacquin die Fabrik im Ortsteil Bellerive von Monteux und schloss sich bis 1921 mit Breynat zusammen. Die beiden bildeten Maison Aubin und überführten das Ruggieri-Geschäft in eine Kapitalgesellschaft. Bis in die 1960er Jahre produzierte Ruggieri weiter Rüstungsgüter.
Am 31. Juli 1973 ereignete sich eine Explosion am Standort Bellerive in Monteux, die vier Tote und mehrere Verletzte verursachte. Eine weitere Explosion mit zwei Toten und mehreren Verletzten trug sich am 12. April 1977 in Monteux zu. Unter den Verletzten waren 12 Kinder aus einer benachbarten Schule. In Folge dieses Unglücks gab es in Monteux Demonstrationen, bei denen die Bevölkerung die Verlagerung der Feuerwerk-Fabriken an einen Ort außerhalb der Stadt forderten. Das Werk Bellerive wurde daraufhin sofort stillgelegt, bis 1984 verlegte Ruggieri alle Fabriken an den Ortsrand von Monteux, mit der Übernahme durch die Lacroix-Gruppe in den 90er Jahren schlossen auch diese Standorte.
1983 sorgte Ruggieri für das Feuerwerk bei André Hellers Spektakel „Theater des Feuers“ in Lissabon. In den 1980er Jahren war Lacroix der Hauptkonkurrent von Ruggieri. Das Unternehmen wurde 1848 von Étienne Lacroix in Toulouse gegründet und erhielt vielfach Medaillen auf Weltausstellungen. 1997 übernahm die Lacroix-Gruppe ihren Konkurrenten Ruggieri. 2012 gab das Unternehmen die Marke Lacroix für Feuerwerk auf und firmierte fortan unter dem geschichtsträchtigen Namen Ruggieri.

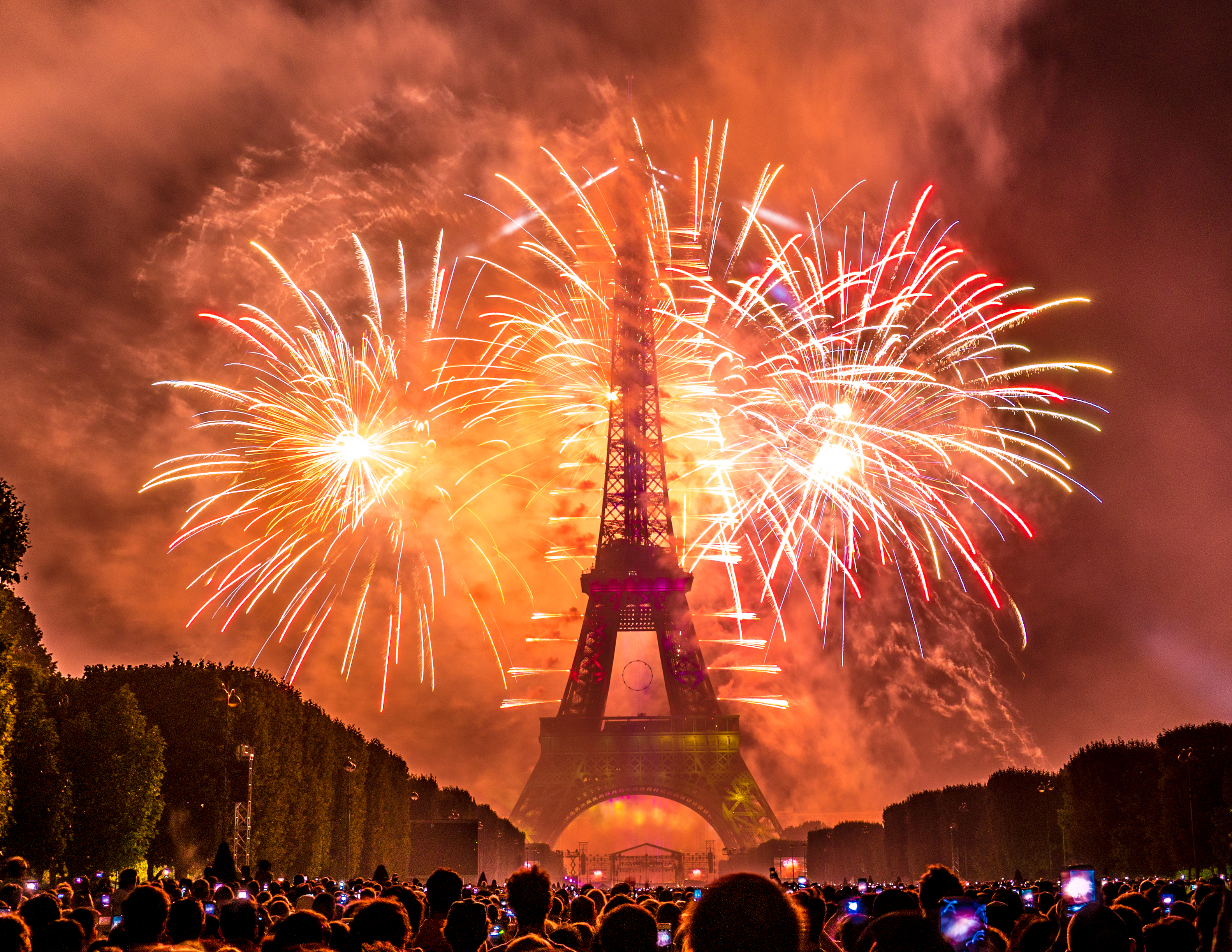
Feuerwerk am Eiffelturm von Ruggieri zum französischen Nationalfeiertag (2017)

2014 kaufte die Lacroix-Gruppe den 1860 gegründeten spanischen Feuerwerkshersteller Pirotecnia Zaragozana hinzu. Am 31. August 2015 verwüstete eine Explosion einen Großteil des Werks der Pirotecnia Zaragozana in Zaragoza, dabei kamen sechs Mitarbeiter ums Leben.
2018 beschäftigte die Gruppe Étienne Lacroix in der Region Toulouse etwa 400 Mitarbeiter, den Großteil davon im Militärbereich zur Herstellung von pyrotechnischen Täuschkörpern. 60 der Mitarbeiter waren in der Abteilung Ruggieri mit der Herstellung ziviler Pyrotechnik befasst. Mit Feuerwerk zum 14. Juli erzielte Ruggieri die Hälfte des Umsatzes in Frankreich und belieferte dort etwa 4000 Gemeinden. Diese wählten das Feuerwerk aus einem Katalog aus. Weltweit erzielte Ruggieri mit Feuerwerk 2018 einen Umsatz von etwa 100 Millionen Euro. 2021 nannte Christophe Berthonneau, Geschäftsführer des Pyrotechnik-Unternehmens Groupe F, allein Ruggieri und Grucci als ernsthafte Konkurrenten auf dem internationalen Markt für wirklich große Feuerwerk-Shows.

## Bekannte Familienmitglieder
Erste Generation, fünf Brüder:

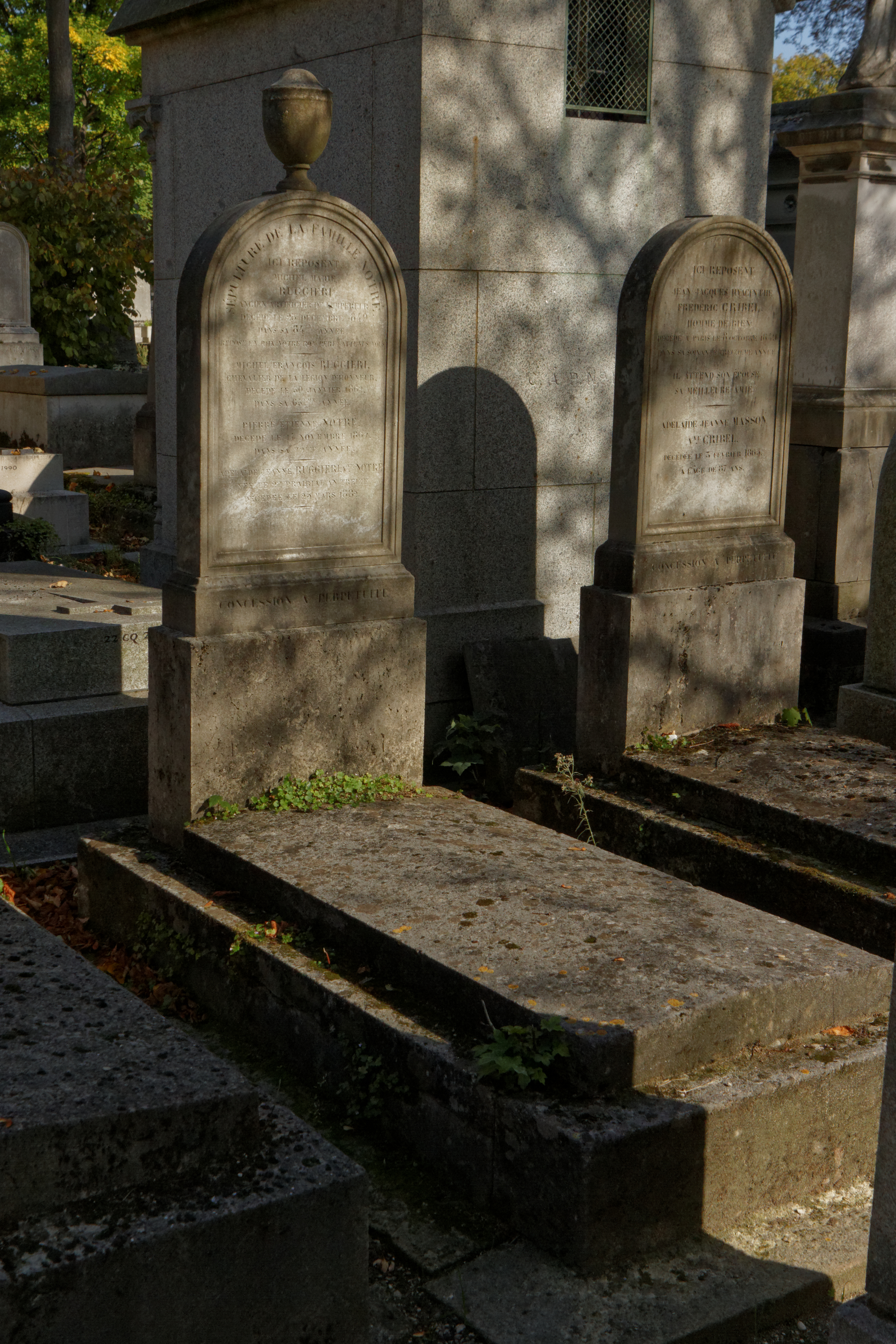
Familiengrab der Ruggieri auf dem Friedhof Père-Lachaise, Grabstätte u. a. von Michel-Marie R. (1764–1849) und dessen Sohn Michel François R. (1796–1862)

- Pietro Ruggieri (vollständig Pietro-Antonio-Marie Ruggieri), der älteste der fünf Brüder, in Paris auch Pierre Ruggieri genannt[19]
- Francesco Ruggieri, der zweitälteste der fünf Brüder, in Paris auch François Ruggieri genannt[19]
- Antonio Ruggieri, der drittältester Bruder, in Paris auch Antoine Ruggieri genannt[19]
- Petronio Ruggieri (vollständig Petroni-Sauveur-Balthasar Ruggieri, 1724–1794), viertältester Bruder, als einziger der fünf Brüder hatte er Kinder, zwei Söhne und vier Töchter[19]
- Gaetano Ruggieri (?–1782), jüngster Bruder, ging nach England an den Hof von Georg II., beigesetzt in der Canterbury Cathedral[20]

Zweite Generation:
- Michel-Marie Ruggieri (1764–1849), Sohn von Petronio und Jeanne-Elizabeth Ruggieri, wurde 1788 zum königlichen Feuerwerker am französischen Königshof ernannt[21]
- Claude-Fortune Ruggieri (1777–1841), Sohn von Petronio und Jeanne-Elizabeth Ruggieri, Wissenschaftler und Autor von pyrotechnischen Werken

Dritte Generation:
- Michel François Ruggieri (1795/1796–1862), Sohn von Michel-Marie Ruggieri, Ritter der Ehrenlegion, Feuerwerker am Hof von Muhammad Ali Pascha in Ägypten
- Adélaïde Jeanne Ruggieri (1805–1882), Tochter von Michel-Marie Ruggieri, 1825 verheiratet mit Pierre Etienne Notré (1795–1867)
- Aimée Ruggieri (1811–1887), Tochter von Claude-Fortune Ruggieri, 1831 verheiratet mit Henry Barba (1803–1879)
- Madeleine Ruggieri (1812–), Tochter von Claude-Fortune Ruggieri, 1839 verheiratet mit Honoré Tellier (1812–)
- Désiré-François Ruggieri (1818–1885), Sohn von Claude-Fortune Ruggieri, erhielt Zeichenunterricht in der Schule von Ingres, übernahm den Familienbetrieb als Feuerwerker und wurde zum Schützling von Napoleon III. Désiré-François Ruggieri entwarf die größten Feuerwerke des Zweiten Kaiserreichs.[22]

Vierte Generation:
- Gaëtan Ruggieri, Sohn von Désiré-François Ruggieri[22]
- Paul Ruggieri, Sohn von Désiré-François Ruggieri[22]